# Jean-Michel Chesné
Jean-Michel Chesné, né à Paris en 1959, vit et travaille à Malakoff (Hauts-de-Seine). Autodidacte, il est tout à la fois graphiste, peintre, sculpteur, mosaïste. Il exerce ces diverses activités depuis le début des années 1980.

## Biographie

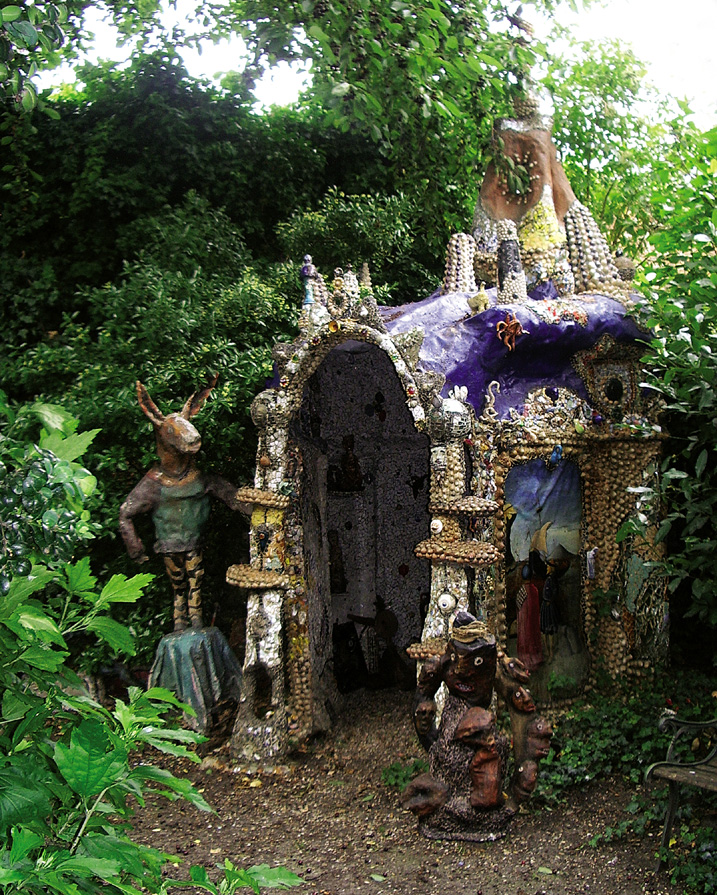
La Grotte et le Jardin de Mosaïques à Malakoff, Hauts de Seine.

Après des études agricoles, Jean-Michel Chesné eut sa première révélation artistique lors de l'exposition "Georges Braque, Les Papiers Collés" au Centre Georges Pompidou en 1982. Plus tard en 1992, sa visite à Le Palais Idéal du Facteur Cheval à Hauterives dans le département de la Drôme sera un nouveau choc. C'est de cette expérience qu'est née sa passion et son goût pour l'art brut et l'art singulier et orientera son travail de manière radicale. En 1997 après avoir fait la découverte d'autres environnements dits singuliers ou spontanés (voir à ce sujet les livres de Gilles Ehrmann, Claude et Clovis Prévost, Bruno Montpied, Francis David et bien d'autres,,,), il décide de construire un petit édifice (La Grotte) dans le jardin de la petite copropriété qu'il habite à Malakoff depuis plus de 35 ans. L'œuvre achevée, il entreprend de couvrir les murs de la cour et du jardin de mosaïques utilisant la technique dite Picassiette (utilisation de vaisselle cassée, miroirs, coquillages, bijoux, verres colorés et autres matériaux de récupération). Ainsi donne-t-il libre cours à son imaginaire en faisant cohabiter sur ces murs toute une famille d'animaux fantasmagoriques et de chimères. Répertorié dans la brochure "Itinéraire d'Art singulier en France" (édité par le site du Palais Idéal du facteur Cheval) cet endroit est ouvert au public sur rendez-vous.

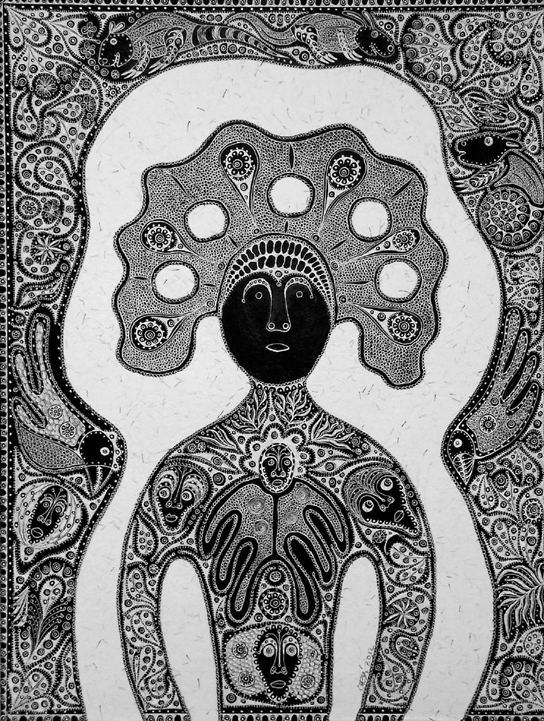
Grande impératrice - Encre sur papier - 57 x 44 cm - 2012

En ce qui concerne ses productions graphiques et plastiques, Jean-Michel Chesné fonctionne par séries afin d’exploiter au maximum ses nouvelles idées et passer ensuite à autre chose. C’est ainsi que l’on peut voir dans l’ensemble de son œuvre des dessins anthropomorphes à l’encre ou à la craie, des fantaisies colorées aux crayons de couleur, mais aussi des têtes en céramique ou des sculptures recouvertes de mosaïque. Depuis 2008, il produit des dessins à l'encre blanche ou dorée qu’il nomme «Dessins-dentelles». On y découvre des animaux et des êtres hybrides fantastiques, des silhouettes d’où émanent une vibration, une tension dynamique entre le noir et le blanc; le contour très découpé et sinueux en même temps, montre des personnages totémiques complexes parfois en mouvement dont l’intérieur organique ne contrarie pas la grâce de l'ensemble. Il développe ainsi un biotope dans lequel évolue tout un peuple fantasmagorique de créatures inquiétantes et séduisantes à la fois.
Impliqué et actif dans le monde de l’art brut, il écrit de façon occasionnelle dans des revues consacrées à cette forme d’art : Gazogène, Raw Vision, Zon’Art, Création Franche. Collectionneur depuis 1993, de cartes postales anciennes consacrées aux productions brutes, à l'architecture marginale et autres environnements insolites, ces documents anciens ont fait l'objet d'expositions : O.M.G. (Oh my god)  à Liège en 2015 au MADmusée (Musée de l'Art Différencié), "Architecture"  en 2016 à la Collection de l'art brut de Lausanneainsi qu'au musée de la Halle St-Pierre à Paris en 2001. Plusieurs numéros de la revue Gazogène sont consacrés à cette collection.
Il pratique également l'Art postal entretenant une correspondance suivie avec de nombreux artistes parmi lesquels, Michel Julliard, Alain Pauzié, Alain Arnéodo, Jean-François Rieux, G. et P. Albasser et bien d'autres.

## Collections publiques
- Musée d'art naïf et d'arts singuliers (MANAS) - Laval
- Musée de La Création Franche - Bègles
- Musée d’Art Singulier - Sotteville-Lès-Rouen
- Musée des Arts Buissonniers - Saint-Sever-du-Moustier
- Musée d’Art Naïf et Marginal - Jagodina - Serbie
- Musée Georges de Sonneville - Gradignan
- Collection Hang’art - Saffré

### Articles
- Catalogue[12]de l'exposition "Mycelium, génie savant, génie brut" à l'Abbaye d'Auberives (52160) Texte de Laurent Danchin, 2015.
- "De Hauterives à Malakoff : le parcours singulier de Jean-Michel Chesné collectionneur, créateur". Article de Denis Lavaud dans Gazogène n° 22, 2001.
- "Naissance d'une passion ou l'itinéraire de Jean-Michel Chesné" - Texte de Denis Lavaud dans Zon'art no 3, été 2000.
- "Le parcours passion de Jean-Michel Chesné, collectionneur-créateur" Article de Denis Lavaud dans la revue Création Franche, no 31, septembre 2009.
- Raw Vision n°114 - The Constant Creativity of Chesné - Printemps 2023
- Ouest-France du 12 janvier 2025